# Chrysobothris delavayi
Chrysobothris delavayi es una especie de escarabajo del género Chrysobothris, familia Buprestidae. Fue descrita científicamente por Fairmaire en 1887.